# Alpspitzbahn

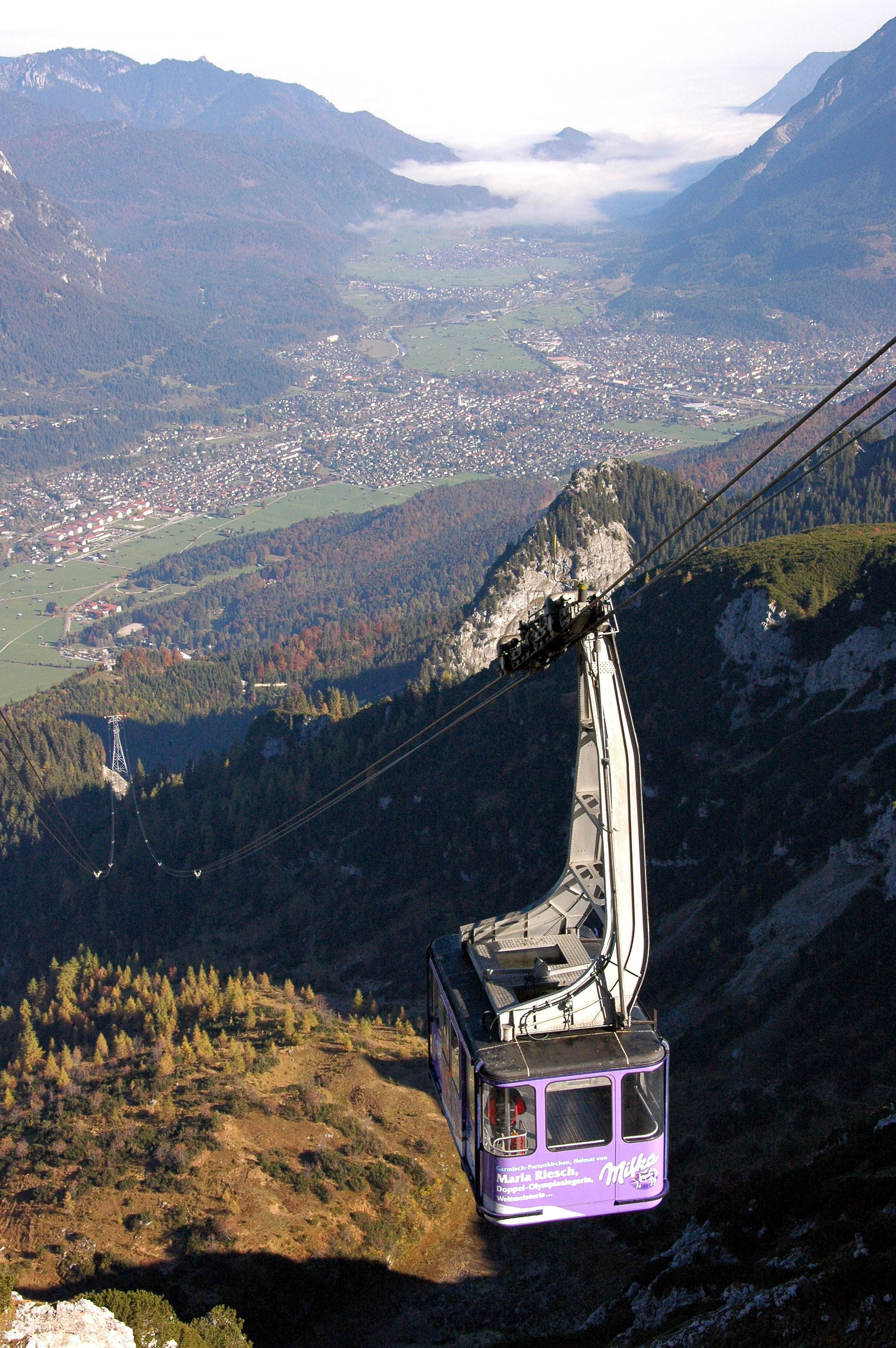
Gondel der Alpspitzbahn kurz nach Verlassen der Bergstation, mit Blick auf Garmisch (2010)

Die Alpspitzbahn ist eine zur Bayerischen Zugspitzbahn Bergbahn AG gehörende Luftseilbahn in der Gemarkung Grainau bei Garmisch-Partenkirchen. Sie führt, anders als ihr Name vermuten lassen könnte, nicht auf die Alpspitze, sondern auf ein kleines Plateau in deren Nordflanke und damit ins Skigebiet Garmisch Classic.

## Lage
Die Talstation der Alpspitzbahn liegt auf 748 m zwischen Garmisch und Hammersbach auf der Gemarkung von Grainau, 200 Meter westsüdwestlich der Talstation der Kreuzeckbahn, und nahe dem Haltepunkt Kreuzeck- / Alpspitzbahn der Zugspitzbahn.
Die Bergstation liegt auf 2033 m, knapp unterhalb des Osterfelderkopfes (2057 m).
In unmittelbarer Nähe der Bergstation liegt die Aussichtsplattform AlpspiX.
Die Bergstation ist Ausgangspunkt verschiedener Wanderwege und Klettersteige. Auf die Alpspitze (2620 m) führen ein direkter Klettersteig (Via Ferrata) sowie in großem Bogen der ebenfalls Klettersteigpassagen aufweisende Normalweg. Wanderwege führen im Abstieg zum Berggasthof Hochalm, zum Kreuzeck, ins Höllental, sowie unterhalb der Bernadeinwände und der Stuibenhütte ins Partnachtal.

## Technik
Die von Habegger gebaute Pendelbahn mit zwei Kabinen auf getrennten Fahrbahnen wurde 1971/71 erbaut und 1973 in Betrieb genommen. Sie hat eine Länge von 3810 m, in deren Verlauf sie einen Höhenunterschied von 1287 Metern überwindet. Die je zwei Tragseile der Alpspitzbahn haben einen Durchmesser von 46 mm, das Zugseil einen von 31 mm. Der Antrieb erfolgte bis Mai 2009 mit einem 440 kW starken Gleichstrommotor (Kurzzeitige Spitzenleistung 880 kW) in der Talstation. In der Frühjahrsrevision 2009 wurde der Antrieb umgebaut. Das Herz der Anlage ist nun ein 540 kW starker Drehstrommotor, der mittels Frequenzumrichter angesteuert wird. Während dieser Arbeiten wurde auch eine neue Steuerung aus dem Hause Doppelmayr eingebaut. Die Kabinen der Alpspitzbahn fassen jeweils 80 Personen und den Kabinenbegleiter. Die Fahrzeit beträgt 9 Minuten, die Höchstgeschwindigkeit 10 m/s (36 km/h). Die Förderleistung beträgt 500 Personen pro Stunde und Richtung. Die Alpspitzbahn hat 3 Stützen. Ihre Höhen betragen 54 m, 16,5 m und 67 m. Der größte Bodenabstand beträgt 250 m.

## Angebot
Während die Alpspitzbahn im Winter vor allem Wintersportler in das Gebiet Garmisch Classic befördert, zieht sie in der Sommersaison auch viele Wandertouristen und Bergsteiger an. Rund um die Bergstation der Alpspitze gibt es zahlreiche Wandermöglichkeiten und Klettertouren. Als familienfreundlich gelten der Genuss-Erlebnisweg (verbindet die Bergstationen der Alpspitzbahn und Kreuzeckbahn) und der Gipfel-Erlebnisweg (umrundet den Osterfelderkopf). Die zahlreichen Klettersteige gelten als besonders anspruchsvoll. Unter ihnen befindet sich die bekannte Alpspitz-Ferrata, ein Klettersteig auf die Alpspitze.
350 Meter unterhalb der Bergstation befindet sich Talstation der Hochalmbahn. Sie verbindet die Bergstation der Alpspitzbahn mit der auf 1700 Meter gelegenen Hochalm. Die beiden Kabinen der Seilbahn bieten jeweils Platz für bis zu 44 Gäste. Pro Stunde und Richtung können bis zu 750 Personen befördert werden.
2010 weihte der Betreiber am Osterfelderkopf zudem die Aussichtsplattform AlpspiX ein. Nur wenige Schritte von der Bergstation entfernt ragen die beiden Stahlträger der Plattform über dem Abgrund. An ihrem vorderen Ende sind die rund 25 Meter langen Stege sogar verglast und geben uneingeschränkte Weit- und Tiefblicke auf die Zugspitze, die Waxensteine, die Alpspitz-Nordwand und hinunter in das Höllental frei.